# مدل تامسون

مدل اتمی تامسون یکی از کوشش‌ها برای توضیح ساختمان اتم در آغاز قرن بیستم بود. 
برای نخستین بار جوزف تامسون، با استفاده از لامپ پرتو کاتدی، به وجود ذرات زیراتمی پی برد. وی به دو سر الکترود مثبت و منفی لامپ، اختلاف پتانسیل الکتریکی وصل کرد، و مشاهده کرد که پرتو کاتدی از الکترود منفی (کاتد) به الکترود مثبت (آند) می‌رود. سپس در مسیر پرتو
کاتدی میدان الکتریکی قرار داد و مشاهده کرد که پرتو کاتدی به سمت قطب مثبت منحرف می‌شود؛ و همچنین در این مسیر، توربین پرّه‌دار قرار داد و بر اثر برخورد پرتو به توربین، توربین شروع به حرکت می‌کرد.
وی با تکیه بر آزمایش‌های خود به این نتیجه رسید که ذرات سازنده پرتو کاتدی دارای بارالکتریکی منفی هستند و همچنین علاوه بر ماهیت موجی که پرتو دارد، ماهیت ذره‌ای نیز از خود نشان می‌دهد.
و بعدها وی دریافت که ذرات سازنده پرتو کاتدی در تمام مواد وجود دارند. وی با استناد بر آزمایش‌های خود نظریه اتمی خود را مطرح ساخت. مطابق این مدل، اتم از بار الکتریکی منفی (الکترون) و بار الکتریکی مثبت تشکیل شده‌است که به صورت یکنواخت در سراسر اتم پخش شده‌است.
در مدل تامسون بار مثبت به صورت ابر بوده (پروتون کشف نشده بود) و الکترون‌ها در فضای اتم پراکنده می‌باشند
نقص مدل اتمی تامسون با آزمایش معروف ارنست رادرفورد آشکار شد.